# Cytheropteron lituyaense
Cytheropteron lituyaense är en kräftdjursart som beskrevs av Brouwers 1994. Cytheropteron lituyaense ingår i släktet Cytheropteron och familjen Cytheruridae. Inga underarter finns listade i Catalogue of Life.